# Vrouw & Maatschappij
Vrouw & Maatschappij (V&M) is een Belgische christendemocratische vrouwenbeweging die gelieerd is aan de CD&V.

## Historiek
De eerste christendemocratische / katholieke vrouwen deden hun intreden in de nationale Belgische politiek omstreeks de Tweede Wereldoorlog. Pionier was Maria Baers, toenmalig boegbeeld van de Kristelijke Arbeidersvrouwen (KAV) die vanaf 1936 haar intrek in de Senaat nam. Andere pioniers waren barones Agnès della Faille d'Huysse, sinds 1927 burgemeester van Huise, die in 1946 naar de senaat trok en advocate Marguerite De Riemaecker-Legot die eveneens in 1946 als eerste CVP-vrouw door de kiezer naar de Kamer van volksvertegenwoordigers werd gestuurd.
Op 10 mei 1946 werd binnen de toenmalige CVP een vrouwensecretariaat opgericht met als adjunct-algemeen secretaris Jeanne Vertonghen van de Boerinnenjeugdbond (BJB). Kort daarop (in 1948) werd, als een van de laatste landen in Europa, het vrouwenkiesrecht ingevoerd in België. De eerste stembusgang waar vrouwen aan deel namen waren de wetgevende verkiezingen van 26 juni 1946. Na de verkiezingen van 1950 behaalden 5 CVP-vrouwen een nationaal mandaat, met name Maria-Theresia de Moor-Van Sina, Magdalena Van Daele-Huys en Marguerite Deriemaecker-Legot in de Kamer van volksvertegenwoordigers en Maria Baers en Jeanne Driessen in de Senaat.
Op 4 juli 1953 werd Jeanne Vertonghen opgevolgd door Alice Hellemans, die stevig inzette om vrouwelijke kandidaten te ronselen en op de kieslijsten te plaatsen. Een belangrijk hulpmiddel hierin was de samenwerking met de christelijke zusterorganisaties Kristelijke Arbeidersvrouwen (KAV, nu Femma), Boerinnenbond (nu KVLV) en de Christelijke Middenstands- en Burgersvrouwen (CMBV, nu Markant). In 1965 volgde een belangrijke ommekeer voor de vrouwen binnen de CVP met de aanstelling van Marguerite De Riemaecker-Legot als eerste vrouwelijke minister voor de partij, vanaf dan werk feminisering en verjonging aan elkaar gekoppeld en groeide de vrouwenwerking gestaag aan.
in 1974 werd, op initiatief van toenmalige IPOVO-directeur Miet Smet een open partijdag georganiseerd onder de noemer 'Vrouw & Maatschappij', wat het startschot werd van de huidige organisatie. Deze werkgroep verkoos Miet Smet als haar eerste voorzitster. Een jaar later reeds werd een belangrijke succes behaald, bij de gemeenteraadsverkiezingen van 1975 zou 1/5e van de plaatsen op de kieslijsten gereserveerd worden voor vrouwen. In 1978 kreeg de werkgroep een eigen secretariaat en in 1980 werd een officieel statuut binnen de partij toegekend. Hierdoor kon de organisatie voortaan eigen standpunten innemen. In 1983 werd Miet Smet als voorzitster opgevolgd door Juliette De Schrijver-Sioen die V&M zou uitbouwen tot een autonome organisatie binnen de CVP. Standpunten rond onder meer 'vrouwenparticipatie in de politiek', 'abortus', 'arbeidstijdverkorting', 'geweld op vrouwen' en het 'doorbreken van de rollenpatronen' werden onder haar voorzitterschap geformuleerd en op de politieke agenda geplaatst. Een belangrijke realisatie rond deze periode was de aanstelling van een staatssecretaris voor maatschappelijke integratie (Miet Smet) en de statutaire bepaling betreffende vrouwenparticipatie op elk niveau van de partij minimaal 20% moest bedragen.
In 1989 werd Sabine de Bethune verkozen als opvolgster van Juliette De Schrijver-Sioen. Naar aanleiding van het CVP-vernieuwingscongres van 1993 formuleerde zij het voorstel dat voortaan nog hooguit 2/3de van de leden van de partij instantie van het zelfde geslacht mocht zijn. Het voorstel sneuvelde echter en de reeds eerder gewaarborgde quota's betreffende de vrouwenparticipatie binnen de structuur van de partij werden tenietgedaan. Hierop verlieten alle vrouwelijke partijleden de congreszaal. Datzelfde jaar werd echter op regeringsvlak onder de Dehaene I wel ingestemd met het voorstel en werd in mei 1994 de wet Smet-Tobback goedgekeurd, voortaan zou maximaal 2/3de van de kandidaten op de kieslijsten van hetzelfde geslacht mogen zijn.
In oktober 2003 gaf Sabine de Bethune de fakkel door aan voorzitster Els Van Hoof na een korte ad interim-periode van Myriam Van Varenbergh als voorzitster. Els Van Hoof werd op haar beurt in 2017 opgevolgd door Liesbeth Maris. Sinds juni 2021 is Lynn Callewaert voorzitster van Vrouw & Maatschappij.

## Structuur
Het hoofdkantoor is gelegen in de Wetstraat 89 te Brussel. Voorzitster is Lynn Callewaert en nationaal coördinator is Charlotte Steel.

### Bestuur
| Tijdspanne   | Voorzitster                        |             |
| CVP-vrouwen  | CVP-vrouwen                        | CVP-vrouwen |
| ------------ | ---------------------------------- | ----------- |
| 1946 - 1953  | Jeanne Vertonghen                  |             |
| 1953 - 1970  | Alice Hellemans                    |             |
| ...          |                                    |             |
| V&M          |                                    |             |
| 1974 - 1983  | Miet Smet                          |             |
| 1983 - 1989  | Juliette De Schrijver-Sioen        |             |
| 1989 - 2003  | Sabine de Bethune                  |             |
| 2003         | Myriam Van Varenbergh (ad interim) |             |
| 2003 - 2017  | Els Van Hoof                       |             |
| 2017 - 2021  | Liesbeth Maris                     |             |
| 2021 - heden | Lynn Callewaert                    |             |

| Tijdspanne   | Algemeen secretaris / Nationaal coördinator |
| ------------ | ------------------------------------------- |
| 2015 - 2018  | Maud Vanwalleghem                           |
| 2021 - heden | Charlotte Steel                             |